# Jorge Salvatierra
Jorge Salvatierra Pacheco (9 de marzo de 1956) es un ingeniero chileno, presidente del directorio de la estación televisiva local Canal 13 y de la siderúrgica CAP. Es un estrecho colaborador de la familia Luksić.

## Biografía
Se formó profesionalmente como ingeniero civil industrial con mención en química en la Pontificia Universidad Católica de Chile, y luego cursó su MBA en la Universidad de Saint Louis, egresando en 1982. Trabajó por 12 años en el sector financiero en American Express y el Continental Illinois National Bank, durante los cuales se desempeñó en Nueva York y Sao Paulo. De regreso en Chile se integró en el sector de telecomunicaciones, llegando a ser gerente general de VTR, en ese tiempo controlado por el grupo Luksic. Entre 2000 y 2003 fue COO de varias empresas en Washington D. C., incluyendo el fondo de inversiones de Nicholas Brady, Darby Technology Ventures.
El 2017 asume la presidencia de Canal 13, canal de propiedad de la Familia Luksić. El 2021 se suma a la presidencia de CAP. Su presidencias en Canal 13 y CAP han coincidido con la expansión del número de directoras mujeres en ambos directorios. Durante su presidencia de CAP, ha distanciado a esta de la controversia de la mina Dominga que afectó al gobierno de Sebastián Piñera.
Junto a CAP y Canal 13, es también miembro del directorio de la empresa de telecomunicaciones Entel. Ha integrado los directorios de la aerolínea LATAM (entonces LAN), Movistar, AES Gener, Aceros Otero y la papelera DIMACOFI.
Casado con Paola Della-Schiava, es padre de un hijo y dos hijas.